# Dolly Pentreath

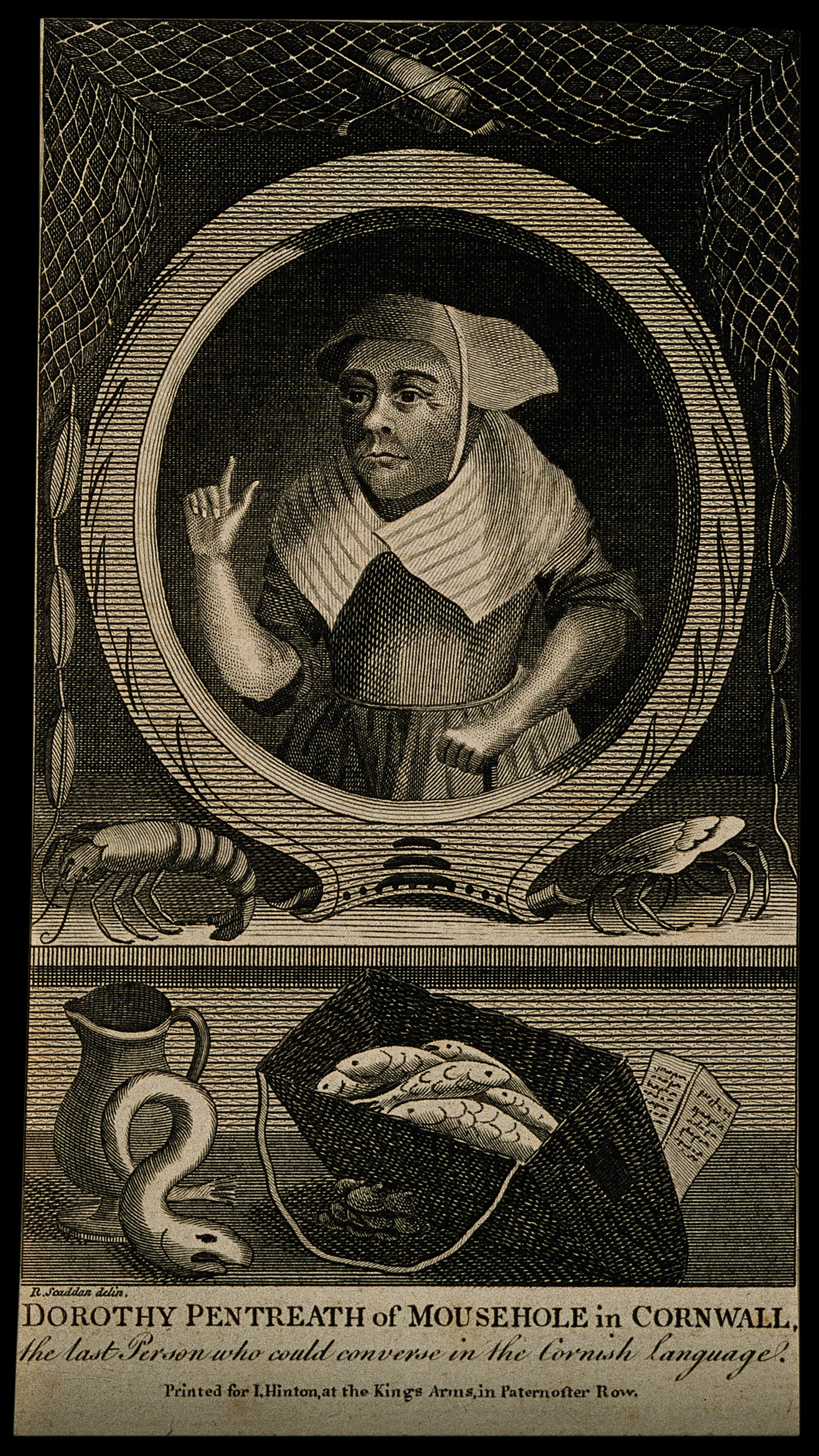
Dolly Pentreath auf einer zeitgenössischen Gravur von Robert Scaddan (publiziert 1781)

Dorothy „Dolly“ Pentreath (* im Parish von Paul, Mousehole, Cornwall, getauft am 16. Mai 1692; † 1777 in Mousehole, begraben 27. Dezember 1777), auch Dorothy „Dolly“ Jeffery, gilt als letzte Muttersprachlerin des Kornischen.

## Leben
Pentreath wurde im Parish von Paul nahe Mousehole als zweites von sechs Kindern des Fischers Nicholas Pentreath und seiner Ehefrau Jone geboren und am 16. Mai 1692 getauft. Seit sie zwölf Jahre alt war, wurde sie von ihrem Vater nach Penzance geschickt, um dort Fisch zu verkaufen. Während ihres weiteren Lebens verdiente sie ihren Lebensunterhalt weiterhin als Fischhändlerin und lebte in ärmlichen Verhältnissen. Sie blieb unverheiratet, wurde aber 1729 Mutter eines unehelichen Sohnes namens John Pentreath († 1778). Sie zählte zu den nur noch wenigen Menschen, die fließend Kornisch sprechen konnten, und gab an, Muttersprachlerin gewesen zu sein. Englisch habe sie erst im Alter von 20 Jahren gelernt, bis dahin sei sie einsprachig gewesen. Das unterschied sie von allen anderen damals bekannten Sprechern der kornischen Sprache, für die das Kornische stets eine Zweitsprache gewesen war. Mit einem von diesen Zweitsprachlern, William Bodinar, pflegte Pentreath laut dem Historiker Richard Polwhele eine regelmäßige kornische Unterredung.
Als letzte Muttersprachlerin, obwohl in diesem Status mitunter umstritten, bekam Pentreath bereits in den letzten Jahren ihres Lebens eine erhöhte Aufmerksamkeit. Der Forscher Daines Barrington stieß 1768 auf Pentreath und holte erste Informationen selbst und 1772 weitere Informationen über William Borlase ein und stellte Pentreath Mitte der 1770er in einem Artikel über die letzten Sprecher des Kornischen in einem Journal der Society of Antiquaries of London der Fachöffentlichkeit vor. Etwa 1777 saß sie Porträt für den Maler John Opie; möglicherweise geht auch eine 1781 veröffentlichte Gravur von Robert Scaddan auf eine zu Lebzeiten von Pentreath gefertigte Skizze zurück. Daines Barrington schrieb 1773 an einem Brief an Esquire John Lloyd, Fellow der Society of Antiquaries of London, über seinen Besuch 1768 bei Pentreath:

“When we reached Mousehole, I desired to be introduced as a person who had laid a wager that there was not one who could converse in Cornish; upon which Dolly Pentreath spoke in an angry tone for two or three minutes, and in a language which sounded very like Welsh. The hut in which she lived was in a very narrow lane, opposite to two rather better houses, at the doors of which two other women stand, who were advanced in years, and who I observed were laughing at what Dolly said to me.
Upon this I asked them wheather she had not been abusing me; to which they answered, ‘Very heartily’ and because I had supposed she could not speak Cornish.”

„Als wir Mousehole erreichten, wünschte ich, als eine Person vorgestellt zu werden, die gewettet habe, dass es niemanden gäbe, der sich im Kornischen unterhalten könne; worauf Dolly Pentreath für zwei oder drei Minuten in einem verärgerten Ton redete, und in einer Sprache, die sehr nach Walisisch klang. Die Hütte, in der sie lebte, lag in einer enge Gasse, gegenüber von zwei etwas besseren Häusern, an deren Türen zwei andere Frauen standen, die in fortgeschrittenem Alter waren, und die, wie ich beobachtete, über das lachten, was Dolly zu mir gesagt hatte.
Darauf fragte ich diese, ob sie mich nicht beleidigt habe; worauf sie antworteten, [dass dies geschehen sei und zwar] ‘sehr herzhaft’, und weil ich behauptet hatte, dass sie kein Kornisch sprechen könne.“

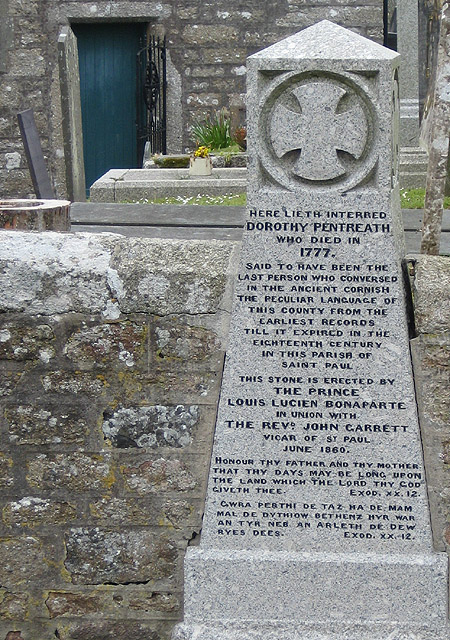
Denkmal für Dolly Pentreath auf dem Friedhof von St Pol de Leon

In ihren letzten Jahren wurde sie finanziell vom Parish unterstützt; ein Zubrot verdiente sie sich durch die „Quasselei“ auf Kornisch und als Wahrsagerin. Pentreath starb 1777 in Mousehole und wurde am 27. Dezember 1777 im Friedhof von St Pol de Leon in Paul nahe Mousehole bestattet; ihr Epitaph wurde in Kornisch geschrieben. Im Sterberegister taucht sie als Dolly Jeffery auf. Matthew Spriggs spekuliert im Oxford Dictionary of National Biography, dass dafür ihr Sohn gesorgt hatte, der möglicherweise den Nachnamen seines Erzeugers eintragen ließ, um eine gewisse Legitimität seiner Abstammung zu erzeugen. Pentreaths Tod bedeutete nicht unmittelbar den Tod der gesamten kornischen Sprache, gab es doch auch danach noch für einige Zeit einige Personen, die zumindest Bruchstücke des Kornischen beherrschten.

## Posthume Würdigung
Nach ihrem Tod wurde Pentreaths Ruf als letzte Muttersprachlerin des Kornischen unter anderem durch entsprechende Darstellungen von Frederick William Pearce Jago, Robert Morton Nance und Peter Aubrey Seymour Pool gefestigt. Der französische Linguist Louis Lucien Bonaparte ließ 1860 gemeinsam mit dem damaligen Pfarrer von St Pol de Leon ein Denkmal für Pentreath an der Friedhofsmauer errichten. Das Denkmal wurde später auf ihr bis dahin nicht markiertes Grab gesetzt; im Rahmen der Versetzung wurde ihr Skelett exhumiert. Besonders im 19. Jahrhundert wurde Pentreath mehr und mehr Teil der Folklore Cornwalls. So wurde der hundertste Jahrestag ihres Begräbnisses mit einer umfassenden Feier gewürdigt, durch die unter anderem das Interesse am Kornischen wieder aufloderte. Tatsächlich konnte das zwischenzeitlich wahrscheinlich ausgestorbene Kornische zu Beginn des 20. Jahrhunderts wiederbelebt werden.